# David Tilman
David Tilman (Illinois, 1949), ecòleg nord-americà, és titular de la Càtedra Presidencial McKnight en Ecologia i professor a la Universitat de Minnesota i a la Universitat de Santa Barbara, a Califòrnia. És membre de l'Acadèmia Nacional de Ciències dels Estats Units i ha treballat, entre d'altres, amb el professor d'Economia Aplicada Stephen Polasky per calcular els costos totals de diferents biofuels. Des de l'any 1992, dirigeix l'Àrea d'Història Natural del Cedar Creek Ecosystem Science Reserve. L'any 2000, Tilman va ser designat per Essential Science Indicators com el científic ambiental més citat. Tilman ha estat premiat en nombroses ocasions a nivell internacional per la seva tasca científica, l'any 2014 la Generalitat de Catalunya li atorgà el Premi Ramon Margalef d'Ecologia.
Pioner en l'estudi de la competència de les espècies pels recursos existents, ha demostrat que la biodiversitat és essencial per a l'estabilitat i la productivitat dels ecosistemes, i ha refermat el valor de la protecció d'espècies en perill d'extinció.
S'ha dedicat també a qüestions de sostenibilitat de l'ús dels recursos, en particular la producció de biocombustibles i el seu impacte en l'agricultura.

## "Competition and biodiversity in spatially structured habitats"
Traduït al català seria: "La competència i la biodiversitat en hàbitats espacialment estructurats", és un altre article de Tilman que ha rebut un citació substancial en Ecology, el 1994. L'article abasta la idea que un gran nombre d'espècies poden coexistir en un hàbitat petit fins i tot quan cal el mateix nutrient limitant (tal com el nitrogen), sempre que hi hagi un equilibri entre les espècies. Bàsicament això significa que poden coexistir perquè les espècies que són bons competidors no són tan bons en la colonització o en la reproducció. En un article relacionat, Tilman utilitza aquest model per demostrar el fenomen del "deute d'extinció", que es refereix al retard de temps entre la destrucció de l'hàbitat i l'extinció d'espècies.